# Pokémon Battle Revolution
Pokémon Battle Revolution (ポケモンバトルレボリューション?, Pokémon Batoru Reboryūshon) è il primo videogioco della serie Pokémon per Nintendo Wii, pubblicato in Giappone il 14 dicembre 2006 e distribuito in Europa a partire dal 7 dicembre 2007. 
È uno dei pochi giochi che permette la connettività tra la Wii e il Nintendo DS tramite la rete locale: è infatti possibile importare nel gioco i Pokemon catturati in Pokémon Diamante e Perla, Pokémon Platino e Pokémon Oro HeartGold e Argento SoulSilver. È possibile inoltre utilizzare il Nintendo DS come un controller sulla Wii.
Nel videogioco, è possibile sfidare altri giocatori in tutto il mondo tramite il Nintendo Wi-Fi Connection.
La modalità "storia" non è presente in questo videogioco (come invece accadeva nei precedenti Pokémon Colosseum e Pokémon XD: Tempesta Oscura), tuttavia è stata inserita la modalità "arena".

## Trama
Il gioco si svolge nella regione immaginaria di Pokétopia. Lo scopo del gioco è combattere contro gli altri allenatori al fine di diventare il Master di Pokétopia.
Per accedere alle battaglie il giocatore deve utilizzare i Pass Lotta. Esistono due differenti tipi di pass, i Pass noleggio e i Pass personalizzati, quest'ultimo ottenibili trasferendo Pokémon da uno dei videogiochi compatibili.

## Accoglienza
Pokémon Battle Revolution ha ricevuto recensioni contrastanti dalla critica.
Ha ricevuto un punteggio di 5,0 su 10 da IGN, che afferma che il gioco omette diverse funzionalità dimostrate in giochi precedenti come Pokémon Stadium e Pokémon Colosseum..Anche la funzionalità multiplayer e online del gioco è criticata per la mancanza di funzioni come i tornei. 
GameSpot ha assegnato al gioco un mediocre punteggio di 5,5 su 10, criticando il gameplay ripetitivo e il supporto online essenziale, nonché il fatto che se uno non avesse Pokémon Diamante o Perla per Nintendo DS, non c'è molto da fare.
Game Informer lo ha valutato 5,75 su 10 dicendo le stesse cose di GameSpot e aggiungendo il proprio commento su un tutorial che ti ha insegnato come puntare il telecomando Wii. 
Nintendo Power lo ha valutato 6,5 su 10, elogiando il multiplayer del gioco e criticando la sua mancanza di funzionalità per giocatore singolo. 
Famitsu ha dato una recensione positiva al gioco, con un punteggio di 35 su 40. 
Un'altra recensione positiva è di Game Oracle che ha dato il 75% che ha elogiato la modalità online, la grafica e la colonna sonora. Lo hanno criticato per non essere buono come i predecessori, principalmente a causa della scarsa quantità di contenuti per giocatore singolo e della necessità di possedere le copie di Pokémon Diamante e Perla per aprire l'intera esperienza di gioco.
Il gioco ha attualmente una media del 53,19% di 34 recensioni aggregate sia su GameRankings che su Metacritic.
Ha venduto 850.000 copie in Nord America ed Europa occidentale e 352.123 copie in Giappone, portando le sue vendite totali a 1,202 milioni.